# NGC 3182
NGC 3182 (другие обозначения — UGC 5568, MCG 10-15-62, ZWG 290.27, PGC 30176) — линзовидная галактика в созвездии Большой Медведицы. Открыта Уильямом Гершелем в 1793 году.
В галактике есть кольцо вокруг ядра с радиусом 0,8 килопарсек, имеющее голубой цвет, что может указывать на идущее в нём звездообразование. За пределами кольца обнаруживается, что по различным эмиссионным линиям в спектре галактики измеряемая скорость движения вещества оказывается разной. Возможно, в галактике есть толстый диск из газа, который вращается медленнее звёздной составляющей и в нём более сильны линии однократно ионизованных азота и серы. По одним данным, в галактике отсутствует бар, по другим — наблюдается бар из пыли.
Этот объект входит в число перечисленных в оригинальной редакции «Нового общего каталога».